# Dossier Akkari-Laban
Il dossier Akkari-Laban (arabo: ملف عكّاري لبن) è un documento di 43 pagine redatto da un gruppo di religiosi musulmani danesi provenienti da diverse organizzazioni per descrivere la loro condizione e chiedere aiuto nell'ambito della controversia legata alle caricature di Maometto sul Jyllands-Posten.
Tra i leader di questo gruppo c'erano l'imam Ahmad Abu Laban della Islamisk Trossamfund e Akhmad Akkari, portaparola del Comitato europeo per onorare il Profeta con sede in Danimarca. Lo sceicco danese Raeed Huleyhel fu nominato guida del gruppo e firmò le lettere di petizione.
I primi cinque delegati, guidati da Abu Bashar della Comunità Islamica, arrivarono in Egitto il 3 dicembre 2005 e vi rimasero fino all'11 dicembre 2005. Tra le persone che incontrarono nella loro visita in Egitto c'erano: il Segretario Generale della Lega Araba Amr Moussa, il Grand Mufti egiziano Ali Gomaa, lo sceicco dell'Università Al-Azhar del Cairo Muhammad Sayyid Tantawy e Muhammed Shaaban, un consulente del ministro degli esteri egiziano. Questo incontro fu organizzato dall'ambasciatrice egiziana in Danimarca, Mona Omar Attia, più tardi criticata dal ministro degli esteri danese per aver contribuito ad aumentare l'inquietudine dichiarando che l'islam fosse una religione non ufficialmente riconosciuta in Danimarca, e per essersi trasferita dalla sua postazione a Copenaghen.
La seconda delegazione, composta da quattro musulmani danesi guidati dallo sceicco Raeed Huleyhel, arrivò in Libano il 17 dicembre 2005 e tornò in Danimarca il 31 dicembre 2005. In Libano incontrarono il Grand Mufti Muhammad Rashid Kabbani, l'alto sceicco sciita Muhammad Hussein Fadlallah e il capo della chiesa maronita Nasrallah Sfeir. Durante quel periodo, l'imam Ahmed Akkari visitò anche la Siria per descrivere la loro situazione al Grand Mufti Ahmed Badr-Eddine Hassoun  Archiviato il 30 settembre 2007 in Internet Archive.. Inoltre una ristretta delegazione si recò in Turchia, e singoli rappresentanti si recarono in Sudan, Marocco, Algeria e Qatar, dove Abu Laban fece il punto con lo sceicco Yusuf Al-Qaradawi dei Fratelli musulmani.
Il 6 dicembre 2005, a un summit dell'OIC, cui partecipavano molti capi di Stato, il dossier fu fatto circolare in via ufficiosa dal ministro degli esteri egiziano Ahmed Abul-Gheit, ma alla fine venne emesso un comunicato ufficiale.
Il dossier è composto da diverse lettere provenienti da organizzazioni musulmane che descrivono la loro situazione, da alcuni ritagli estratti dal Jyllands-Posten e dal Weekendavisen e da alcune immagini addizionali che, secondo gli autori del dossier, erano state spedite a musulmani in Danimarca.
Il dossier sembra esser stato assemblato e completato in alcuni punti dopo l'8 dicembre 2005; le prime visite in Egitto avrebbero quindi avuto luogo prima del suo completamento. Diverse pagine contengono note scritte a mano, per lo più traduzioni delle didascalie delle vignette. Non si sa se queste fossero già presenti nel dossier o siano state aggiunte solo successivamente.